# Pol-e Khomri
Pol-e Khomri è una città situata a nord dell'Afghanistan, capoluogo della provincia di Baghlan.
La sua popolazione stimata nel 2007 è di 58 300 abitanti.

## Aeroporti
L'aeroporto più vicino è Kunduz a 76,3 km.